# Brăești (gmina w okręgu Jassy)
Brăești – gmina w Rumunii, w okręgu Jassy. Obejmuje miejscowości Albești, Brăești, Buda, Cristești i Rediu. W 2011 roku liczyła 3108 mieszkańców.